# Ludwika Górecka
Ludwika Eleonora Górecka, de domo Linde (ur. 3 sierpnia 1815 w Warszawie, zm. 20 kwietnia 1900 tamże) – polska działaczka społeczna i filantropka.

## Życiorys
Urodziła się w rodzinie językoznawcy Samuela Lindego. Środowisko patriotyczne, w którym obracał się jej ojciec, wpłynęło znacząco na jej rozwój i poglądy; jej ojcem chrzestnym został Julian Ursyn Niemcewicz. Kształciła się w pensji Zuzanny Wilczyńskiej. Przyjaźniła się z działaczkami i pisarkami Seweryną Duchińską, Narcyzą Żmichowską, Marią Ilnicką, Katarzyną Lewocką, Marią Faleńską, Walerią Marrené-Morzkowską i Ludwiką Hauckówną.
24 kwietnia 1837 roku poślubiła w ewangelicko-augsburskiej parafii w Warszawie Józefa Góreckiego, urodzonego w Sasominie (ówczesny obwód stanisławowski), ochrzczonego w rzym.-kat. parafii w Sasominie 16 lipca 1803 roku (rodzice: Ignacy Górecki i Petronela z Osieckich).
W ramach działalności filantropijnej wsparła finansowo przytułek św. Franciszka Salezego przy ul. Solec w Warszawie. W 1876 roku ufundowała nagrodę im. S.B. Lindego w Akademii Umiejętności przyznawaną za najlepszą pracę językoznawczą. Z jej zapisu finansowego nagroda została przyznana dwunastokrotnie (1879–1919), a do jej laureatów należeli: Jan Aleksander Karłowicz, Jan Hanusz, Stefan Ramułt, Bolesław Erzepki, Adam Kryński, Władysław Niedźwiedzki, Kazimierz Nitsch (za Monografie Polskich Cech Gwarowych), Jan Rozwadowski, Józef Rostafiński i Jan Łoś. Wiele działań filantropijnych wykonywała anonimowo.
W 1896 roku zapisała Towarzystwu Zachęty Sztuk Pięknych dom rodzinny przy ul. Królewskiej 17 na potrzeby nowej galerii. Parcela, która znajdowała się obok rozpoczętej już budowli, umożliwiła rozbudować planowaną przestrzeń wystawienniczą galerii Zachęty, którą otwarto 15 grudnia 1900 roku.

## Upamiętnienie
17 grudnia 2021 roku w Zachęcie odsłonięto tablicę pamiątkową poświęconą Góreckiej. Tego samego roku galeria zainaugurowała roczne stypendium im. Ludwiki Góreckiej. Wyróżnienie przeznaczone jest „dla artystek i pracowniczek kultury, których aktywność, często wykraczająca poza ramy działalności artystycznej i zawodowej, łączy się ze szczególną wrażliwością na aktualne problemy społeczne”. Pierwszą wyróżnioną została Katarzyna Górna.